# Hermershausen
Hermershausen ist ein Stadtteil der Universitätsstadt Marburg im mittelhessischen Landkreis Marburg-Biedenkopf.

## Geschichte

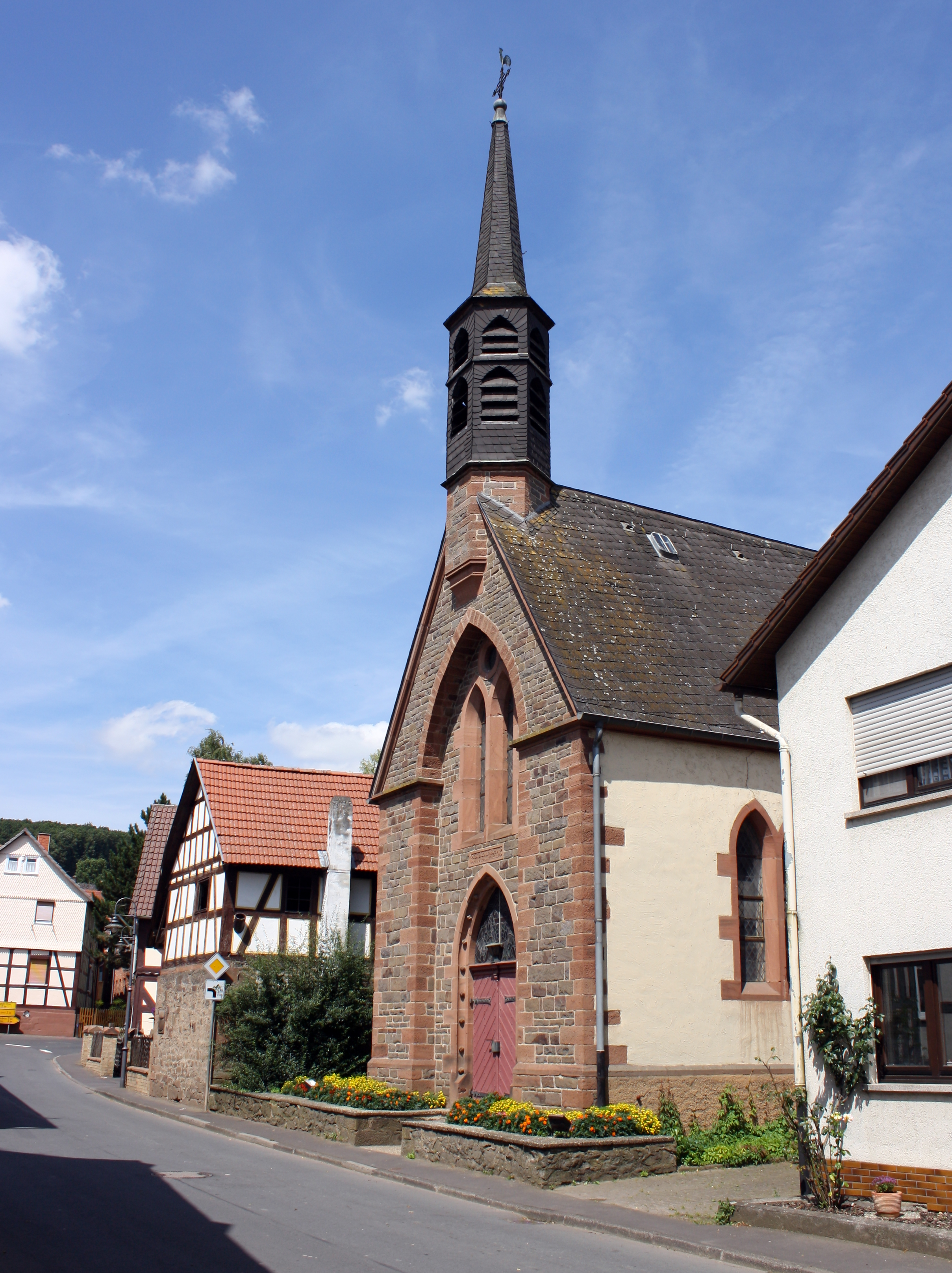
Die Kirche

### Ortsgeschichte
Um das Jahr 850 wurde ein Dorf unter dem Ortsnamen Herimitteshusen erwähnt. Allerdings ist nicht sicher ab damit Hermershausen gemeint ist. Die älteste gesicherte Erwähnung von erfolgte unter dem Namen Hermeshusen  im Jahr j1315.
Die örtliche Kirche wurde im Jahre 1884 erbaut.
Hessische Gebietsreform (1970–1977)
Zum 1. Juli 1974 wurde die bis dahin selbständige Gemeinde Hermershausen im Zuge der Gebietsreform in Hessen kraft Landesgesetz in die Stadt Marburg eingemeindet. Für den Stadtteil Hermershausen wurde ein Ortsbezirk eingerichtet.

### Verwaltungsgeschichte im Überblick
Die folgende Liste zeigt die Staaten und Verwaltungseinheiten, denen Hermershausen angehört(e):
- vor 1567: Heiliges Römisches Reich, Landgrafschaft Hessen, Gericht Oberweimar auch genannt Reitzberg (Gericht Oberweimar bestand aus den Orten Oberweimar, Niederwalgern, Kehna, Altna, Weiershausen, Hermershausen, Ciriaxweimar, Gisselberg, Ronhauſen und Wolfshausen, sowie die Hälfte von Dilschhausen und Elnhausen)[8]
- ab 1567: Heiliges Römisches Reich, Landgrafschaft Hessen-Marburg, Amt Marburg[9]
- 1604–1648: Heiliges Römisches Reich, strittig zwischen Landgrafschaft Hessen-Darmstadt und Landgrafschaft Hessen-Kassel (Hessenkrieg), Amt Marburg
- ab 1648: Heiliges Römisches Reich, Landgrafschaft Hessen-Kassel, Amt Marburg
- 1787: Heiliges Römisches Reich, Landgrafschaft Hessen-Kassel, Oberhessen, Gericht Caldern
- ab 1806: Landgrafschaft Hessen-Kassel, Oberhessen, Amt Kaldern und Reitzberg
- 1807–1813: Königreich Westphalen,[Anm. 2] Departement der Werra, Distrikt Marburg, Kanton Kaldern
- ab 1815: Kurfürstentum Hessen,[Anm. 3] Amt Kaldern und Reitzberg[10]
- ab 1821: Kurfürstentum Hessen, Provinz Oberhessen, Kreis Marburg[11][Anm. 4]
- ab 1848: Kurfürstentum Hessen, Bezirk Marburg
- ab 1851: Kurfürstentum Hessen, Provinz Oberhessen, Kreis Marburg
- ab 1867: Königreich Preußen,[Anm. 5] Provinz Hessen-Nassau, Regierungsbezirk Kassel, Kreis Marburg
- ab 1871: Deutsches Reich, Königreich Preußen, Provinz Hessen-Nassau, Regierungsbezirk Kassel, Kreis Marburg
- ab 1918: Deutsches Reich (Weimarer Republik), Freistaat Preußen, Provinz Hessen-Nassau, Regierungsbezirk Kassel, Kreis Marburg
- ab 1944: Deutsches Reich, Freistaat Preußen, Provinz Kurhessen, Landkreis Marburg
- ab 1945: Amerikanische Besatzungszone[Anm. 6] Groß-Hessen, Regierungsbezirk Kassel, Landkreis Marburg
- ab 1946: Amerikanische Besatzungszone, Hessen, Regierungsbezirk Kassel, Landkreis Marburg
- ab 1949: Bundesrepublik Deutschland, Hessen, Regierungsbezirk Kassel, Landkreis Marburg
- ab 1974: Bundesrepublik Deutschland, Hessen, Regierungsbezirk Kassel, Landkreis Marburg-Biedenkopf, Stadt Marburg[Anm. 7]
- ab 1981: Bundesrepublik Deutschland, Hessen, Regierungsbezirk Gießen, Landkreis Marburg-Biedenkopf, Stadt Marburg

### Gerichte seit 1821
Mit Edikt vom 29. Juni 1821 wurden in Kurhessen Verwaltung und Justiz getrennt. Der Kreis Marburg wurde für die Verwaltung eingerichtet und das Landgericht Marburg war als Gericht in erster Instanz für Hermershausen zuständig. 1850 wurde das Landgericht in Justizamt Marburg umbenannt Nach der Annexion Kurhessens durch Preußen 1866 erfolgte am 1. September 1867 die Umbenennung des bisherigen Justizamtes in Amtsgericht Marburg. Auch mit dem Inkrafttreten des Gerichtsverfassungsgesetzes von 1879 blieb das Amtsgericht unter seinem Namen bestehen.

## Bevölkerung

### Einwohnerstruktur 2011
Nach den Erhebungen des Zensus 2011 lebten am Stichtag dem 9. Mai 2011 in Hermershausen 390 Einwohner. Darunter waren 9 (2,3 %) Ausländer.
Nach dem Lebensalter waren 87 Einwohner unter 18 Jahren, 177 zwischen 18 und 49, 69 zwischen 50 und 64 und 57 Einwohner waren älter. Die Einwohner lebten in 159 Haushalten. Davon waren 48 Singlehaushalte, 33 Paare ohne Kinder und 51 Paare mit Kindern, sowie 18 Alleinerziehende und 9 Wohngemeinschaften. In 21 Haushalten lebten ausschließlich Senioren und in 114 Haushaltungen leben keine Senioren.

### Einwohnerentwicklung
| Quelle: Historisches Ortslexikon | |
| • 1577:                          | 22 Hausgesesse                                                                                         |
| • 1630:                          | 16 Hausgesesse (1 dreispännige, 7 zweispännige, 1 einspännige Ackerleute, 7 Einläuftige)               |
| • 1681:                          | 11 hausgesessene Mannschaften                                                                          |
| • 1838:                          | 171 Einwohner (Familien: 14 nutzungsberechtigte, 17 nicht nutzungsberechtigte Ortsbürger, 1 Beisasse). |

| Hermershausen: Einwohnerzahlen von 1746 bis 2019 | Hermershausen: Einwohnerzahlen von 1746 bis 2019 | Hermershausen: Einwohnerzahlen von 1746 bis 2019 | Hermershausen: Einwohnerzahlen von 1746 bis 2019 | Hermershausen: Einwohnerzahlen von 1746 bis 2019 |
| --- | ------------------------------------------------ | ------------------------------------------------ | ------------------------------------------------ | ------------------------------------------------ |
| Jahr |                                                  |                                                  |                                                  | Einwohner                                        |
| 1746 | 1746                                             |                                                  | 131                                              | 131                                              |
| 1800 | 1800                                             |                                                  | ?                                                | ?                                                |
| 1834 | 1834                                             |                                                  | 155                                              | 155                                              |
| 1840 | 1840                                             |                                                  | 185                                              | 185                                              |
| 1846 | 1846                                             |                                                  | 193                                              | 193                                              |
| 1852 | 1852                                             |                                                  | 192                                              | 192                                              |
| 1858 | 1858                                             |                                                  | 213                                              | 213                                              |
| 1864 | 1864                                             |                                                  | 212                                              | 212                                              |
| 1871 | 1871                                             |                                                  | 204                                              | 204                                              |
| 1875 | 1875                                             |                                                  | 215                                              | 215                                              |
| 1885 | 1885                                             |                                                  | 202                                              | 202                                              |
| 1895 | 1895                                             |                                                  | 194                                              | 194                                              |
| 1905 | 1905                                             |                                                  | 196                                              | 196                                              |
| 1910 | 1910                                             |                                                  | 202                                              | 202                                              |
| 1925 | 1925                                             |                                                  | 203                                              | 203                                              |
| 1939 | 1939                                             |                                                  | 196                                              | 196                                              |
| 1946 | 1946                                             |                                                  | 304                                              | 304                                              |
| 1950 | 1950                                             |                                                  | 302                                              | 302                                              |
| 1956 | 1956                                             |                                                  | 254                                              | 254                                              |
| 1961 | 1961                                             |                                                  | 237                                              | 237                                              |
| 1967 | 1967                                             |                                                  | 229                                              | 229                                              |
| 1977 | 1977                                             |                                                  | ?                                                | ?                                                |
| 1987 | 1987                                             |                                                  | 315                                              | 315                                              |
| 1991 | 1991                                             |                                                  | 342                                              | 342                                              |
| 1995 | 1995                                             |                                                  | 390                                              | 390                                              |
| 2000 | 2000                                             |                                                  | 415                                              | 415                                              |
| 2005 | 2005                                             |                                                  | 425                                              | 425                                              |
| 2010 | 2010                                             |                                                  | 454                                              | 454                                              |
| 2011 | 2011                                             |                                                  | 390                                              | 390                                              |
| 2015 | 2015                                             |                                                  | 379                                              | 379                                              |
| 2019 | 2019                                             |                                                  | 387                                              | 387                                              |
| Datenquelle: Historisches Gemeindeverzeichnis für Hessen: Die Bevölkerung der Gemeinden 1834 bis 1967. Wiesbaden: Hessisches Statistisches Landesamt, 1968. Weitere Quellen: LAGIS; Stadt Marburg:1987–1998, 1999–2003, 2005–2010,2011–2015, 2019:; Zensus 2011 |                                                  |                                                  |                                                  |                                                  |

### Historische Religionszugehörigkeit
| Quelle: Historisches Ortslexikon |                                                                   |
| • 1861:                          | 212 evangelisch-lutherisch, ein römisch-katholischer Einwohner    |
| • 1885:                          | 202 evangelische (= 100 %)                                        |
| • 1961:                          | 222 evangelische (= 93,67 %), 15 katholische (= 6,33 %) Einwohner |
| • 1987:                          | 254 evangelische (= 80,6 %), 34 katholische (= 10,8 %) Einwohner  |

### Historische Erwerbstätigkeit
| Quelle: Historisches Ortslexikon | |
| • 1746:                          | Erwerbspersonen: 1 Wagner, 3 Schmiede, 1 Schneider, 1 Leineweber, 1 Wirt, 5 Tagelöhner.                                            |
| • 1838:                          | Familien: 16 Ackerbau, 3 Gewerbe, 11 Tagelöhner.                                                                                   |
| • 1961:                          | Erwerbspersonen: 79 Land- und Forstwirtschaft, 43 Produzierendes Gewerbe, 8 Handel und Verkehr, 14 Dienstleistungen und Sonstiges. |

## Politik
Ortsbeirat
- BLH: 7

- BLH = Bürgerliste Hermershausen

Für den Stadtteil Hermershausen besteht ein Ortsbezirk mit Ortsbeirat und Ortsvorsteher nach der Hessischen Gemeindeordnung. Er umfasst das Gebiet der ehemaligen Gemeinde Hermershausen. Für die Sitzverteilung siehe die nebenstehende Grafik. Der Ortsbeirat wählte Hubert Detriche zum Ortsvorsteher.

## Kultur und Sehenswürdigkeiten

### Vereine
Das kulturelle Leben und das Dorfleben gestalten folgende Vereine:
- Gesangverein
- Männergesangverein „Sängerlust“
- „Singende Spinnstube“
- Heimatverein
- Freiwillige Feuerwehr
- Sportverein
- Voltigier- und Reitverein Hermershausen

### Kulturdenkmäler
Siehe Liste der Kulturdenkmäler in Hermershausen

## Infrastruktur
Im Ort gibt es ein Bürgerhaus, einen Kinderspielplatz, einen Bolzplatz und eine Reithalle.
In Hermershausen treffen sich die Kreisstraßen 65 und 68.